# Al-Mustaín (abbàssida)
Abu-l-Abbàs Àhmad al-Mustaín bi-L·lah —àrab: أبو العباس أحمد المستعين بالله, Abū l-ʿAbbās Aḥmad al-Mustaʿīn bi-Llāh—, més conegut per la primera part del seu làqab, al-Mustaín (836-866), fou califa abbàssida de Bagdad (862-866). Era fill de Muhàmmad (germà dels califes al-Wàthiq 842-847, i al-Mutawàkkil 847-861, i fill del califa al-Mútassim 833-842) i cosí germà del seu predecessor al-Múntassir (861-862). La seva mare era una concubina esclava anomenada Mukharik.
Fou posat al tron per la guàrdia turca de Samarra que havia deposat el seu cosí (9 de juny del 862). Els partidaris d'al-Mútazz, germà d'al-Múntassir, es van revoltar, però foren derrotats amb molta sang pels mercenaris turcs. Al-Mustaín va confirmar com a governador militar de Bagdad Muhàmmad ibn Abd-Al·lah ibn Tàhir (851-867) i va confiscar els béns d'al-Mútazz (que després serà califa el 866-869) i el seu germà al-Muàyyad, que foren empresonats. Els turcs els volien executar però la intervenció del secretari en cap (que exercia part de les funcions de visir), Ahmad ibn al-Khasib, els va salvar. Ell mateix, no obstant, va caure poc després en desgràcia i fou exiliat a Creta, i el seu lloc el va ocupar Shudja ibn al-Kassim.
A Kufa va esclatar el 862 una revolta alida, que fou reprimida. El 862/863 les forces abbàssides van patir una greu derrota davant els romans d'Orient a Amasia, en la qual va morir Úmar, emir-governador de Melitene. Això va provocar disturbis a Samarra que foren controlats pel visir Utamish i els generals turcs Wassif i Bugha al-Saghir. Utamish era un general turc que havia participat activament en l'enderrocament d'al-Mutawàkkil el 861, i que exercia part de les funcions de visir junt amb el cap de la secretaria, i erq de fet com un regent. Wassif i Bugha al-Saghir van fer matar poc després Utamish (863), i el califa el va substituir per Muhàmmad ibn al-Fadl al-Jarjaraí, però ja no es va sentir segur a Samarra i a la mort d'aquest visir (864/865) se'n va anar a Bagdad el febrer del 865. A Qazvín va esclatar el 864 una revolta alida i al mateix temps al Tabaristan els alides zaydites d'al-Hasan ibn Zayd ibn Muhammad dai al-Kabir iniciaven el seu moviment; la revolta alida es va estendre a Kufa (865) però va ser dominada.
Els partidaris d'al-Mútazz el van treure de la presó de Samarra i es va iniciar una lluita violenta de la qual al-Mútazz va sortir triomfant; va assetjar Bagdad i finalment al-Mustaín va abdicar el gener del 866 i al-Mútazz fou reconegut. Es va pactar que residiria a Medina, però fou arrestat quan era a Wasit i executat (octubre del 866). Tenia 35 anys.